# Allspark
Allspark (antigamente Hasbro Studios) é uma empresa de produção americana localizada em Burbank, na Califórnia. É uma subsidiária integral da Hasbro. Originalmente foi apenas uma divisão de produção de televisão, muitos de seus programas de televisão, como My Little Pony: A Amizade É Mágica e Littlest Pet Shop, são baseadas em propriedades da Hasbro e transmitidas no canal Discovery Family, uma empresa conjunto entre a Hasbro e a Discovery Communications.

## História

### Antecedentes
Na década de 1980, quando a Hasbro decidiu começar a criar séries animadas baseadas em suas propriedades, eles contrataram o estúdio Sunbow Productions, que já estavam produzindo comerciais para eles, para criar séries como G.I. Joe e The Transformers. Em maio de 2008, a Hasbro readquiriu algumas séries animadas da Sunbow Productions, para que eles pudessem criar programas internos.

### Hasbro Studios (2009-2019)
Hasbro Studios foi criada em 2009 para o desenvolvimento de televisão, produção e distribuição sob Stephen Davis como presidente.
Em 9 de novembro de 2010, a Hasbro Studios assinou um acordo com a empresa de mídia canadense Corus Entertainment para transmitir suas produções em redes de televisão do Canadá, como os canais YTV e o Teletoon.
Em 6 de outubro de 2011, a Hasbro Studios assinou um acordo com sete companhias aéreas norte-americanas e internacionais, Continental Airlines e Qantas, para transmitir programas em seus aviões.
Em dezembro de 2012, a Hasbro transferiu todas as divisões de entretenimento para a Hasbro Studios, incluindo o seu grupo com sede em Los Angeles e Cake Mix Studio, os comerciais baseados na Ilha Rhode da empresa e o curta do produtor de conteúdo.
Em 28 de fevereiro de 2013, o estúdio demitiu três funcionários em seu Game & Reality Show de Produção e Desenvolvimento do departamento, movido pelo  vice-presidente Kevin Belinkoff.
Em 13 de outubro de 2014, The Hub foi renomeado para Discovery Family. Em 20 de outubro de 2014, o estúdio anunciou um novo filme de auto-financiamento/produção e co-financiamento na Allspark Pictures.
Hasbro Studios com Legacy Recordings lançou seu primeiro álbum sem trilha sonora, Truly Outrageous: A Tribute to Starlight Records em 7 de agosto de 2015. Este álbum de promoção do filme Jem consistiu em remakes de canções clássicas da série Jem.
Em 15 de dezembro de 2015, Hasbro Studios e Paramount Pictures tinha concordado com um acordo criando um universo cinematográfico de cinco propriedades produzido pela Allspark Pictures da Hasbro e distribuído pela Paramount Pictures. As propriedades neste filme-verso são G.I. Joe, Micronauts, Visionairies, M.A.S.K. e Rom.
Depois de duas tentativas de filmes para Stretch Armstrong, a propriedade foi retirada em janeiro de 2016 pela Netflix para um pedido completo de 26 episódios como uma série animada, tornando-se o primeiro negócio entre a empresa e o serviço de streaming. Em março de 2017, a equipe executiva da Hasbro Studios e as equipes de animação e prototipagem de brinquedos mudaram-se para o prédio de escritórios da Burbank. Em 2017, a Hasbro Studios lançou sua primeira franquia em Hanazuki: Full of Treasures, através de séries animadas do YouTube.
Em 3 de novembro de 2017, a Hasbro Studios e a Paramount ampliaram seu relacionamento com um contrato de produção exclusivo de cinco anos para a Allspark Pictures e a Allspark Animation para filmes originais e baseados em brinquedos. Ambas as unidades Allspark são recém formadas (Allspark Pictures antigamente era uma etiqueta de financiamento) com a cabeça da unidade de filme por Greg Mooradian e a inteligência da unidade de animação por Meghan McCarthy. A Paramount e a Hasbro também trabalhariam juntas em séries de televisão.
Com a perda da licença do Jurassic Park em 2016, a Hasbro lançou uma nova franquia baseada em dinossauros, sua segunda nova propriedade de estúdio, com série animada Chomp Squad em 6 de janeiro de 2018. Em 1 de maio de 2018, a Hasbro anunciou que estava adquirindo Power Rangers e outros ativos de entretenimento da Saban Capital Group, que foi concluída em 12 de junho de 2018. Na época, Power Rangers foi renovado para 2021 (mais três temporadas) e a série animada Treehouse Detectives teve quase duas temporadas produzidas.
Meses depois que a Hasbro comprou ativos de entretenimento da Saban Brands, incluindo Power Rangers, antigos membros da Saban Brands tal como Brian Casentini, Melissa Flores e Paul Strickland foi trabalhar na equipe de franquia Power Rangers da Allspark Pictures.[carece de fontes?]

### Allspark (2019-presente)
Em 26 de março de 2019, Stephen Davis anunciou que a Hasbro Studios seria renomeada como "Allspark", em homenagem ao artefato ficcional da franquia Transformers.

## Filmografia

### Séries animadas de televisão
| Título                                 | Produtores | Estreia de temporada    | Final de temporada     | Canais                       |
| -------------------------------------- | --- | ----------------------- | ---------------------- | ---------------------------- |
| Pound Puppies                          | Paul & Joe Productions (temporada 1) 9 Story Entertainment (episódios 1 ao 7) DHX Media Vancouver (episódios 8 ao 65) Top Draw Animation (episódios 8 ao 65)     | 10 de outubro de 2010   | 16 de novembro de 2013 | Hub Network                  |
| My Little Pony: Friendship Is Magic    | DHX Media/Vancouver Top Draw Animation | 10 de outubro de 2010   | 12 de outubro de 2019  | Hub Network Discovery Family |
| The Adventures of Chuck and Friends    | Nelvana Pipeline Studios | 15 de outubro de 2010   | 21 de abril de 2013    | Hub Network                  |
| G.I. Joe: Renegades                    | Darby Pop Productions Moi Animation Hanho Heung-Up JM Animation                                                                                                  | 26 de novembro de 2010  | 23 de julho de 2011    | Hub Network                  |
| Transformers: Prime                    | Digitalscape K/O Paper Products Darby Pop Productions Polygon Pictures                                                                                           | 29 de novembro de 2010  | 26 de julho de 2013    | Hub Network                  |
| Transformers: Rescue Bots              | Atomic Cartoons (temporada 1) Darby Pop Productions (temporada 1) Vision Animation (temporada 2) Moody Street Kids (temporada 2) DHX Media (episódio 53 adiante) | 18 de fevereiro de 2012 | 22 de outubro de 2016  | Hub Network Discovery Family |
| Kaijudo                                | Moi Animation DR Movie | 2 de junho de 2012      | 28 de dezembro de 2013 | Hub Network                  |
| Littlest Pet Shop                      | DHX Media/Vancouver Top Draw Animation | 10 de novembro de 2012  | 4 de junho de 2016     | Hub Network Discovery Family |
| Transformers: Robots in Disguise       | Darby Pop Productions Polygon Animation | 15 de março de 2015     | 11 de novembro de 2017 | Cartoon Network              |
| Blazing Team: Masters of Yo-Kwon-Do    | Guangdong Alpha Animation & Culture Co. | 13 de novembro de 2015  | 9 de setembro de 2017  | Discovery Family             |
| My Little Pony: Equestria Girls        | DHX Media/Vancouver | 24 de junho de 2017     | 8 de julho de 2017     | Discovery Family             |
| Littlest Pet Shop: A World of Our Own  | Boulder Media Xentrix Studios | 14 de abril de 2018     | actualmente            | Discovery Family             |
| Transformers: Cyberverse               | Boulder Media Xentrix Studios | 1 de setembro de 2018   | actualmente            | Cartoon Network              |
| Hanazuki: Full of Treasures            | Titmouse, Inc. Allspark Animation Inspidea | 1 de dezembro de 2018   | actualmente            | Discovery Family             |
| Transformers: Rescue Bots Academy      | Boulder Media Limited Allspark Animation | 5 de janeiro de 2019    | actualmente            | Discovery Family             |
| Micronauts                             | Boulder Media Limited Allspark Animation | 2019                    | ASA                    | Discovery Family             |
| My Little Pony: Pony Life              | Allspark Animation | 2020                    | ASA                    | Discovery Family             |
| Nezha: Transformers[carece de fontes?] | Allspark Animation China Central Television | ASA                     | ASA                    | CCTV                         |

### Webséries animadas
| Título                                                                   | Produtores                                                           | Estreia de temporada   | Final de temporada     | Canais  |
| ------------------------------------------------------------------------ | -------------------------------------------------------------------- | ---------------------- | ---------------------- | ------- |
| Transformers: Combiner Wars                                              | Machinima Inc. Tatsunoko Production                                  | 2 de agosto de 2016    | 20 de setembro de 2016 | go90    |
| Transformers: Titans Return                                              | Machinima Inc. Tatsunoko Production                                  | 14 de novembro de 2017 | 9 de janeiro de 2018   | go90    |
| Transformers: Power of the Primes                                        | Machinima Inc. Tatsunoko Production                                  | 1 de maio de 2018      | 3 de julho de 2018     | go90    |
| Hanazuki: Full of Treasures                                              | Titmouse, Inc. Juban Productions                                     | 11 de janeiro de 2017  | 14 de julho de 2017    | YouTube |
| Littlest Pet Shop: A World of Our Own                                    | Boulder Media Limited                                                | 4 de outubro de 2017   | 24 de abril de 2018    | YouTube |
| Stretch Armstrong and the Flex Fighters                                  | Digital eMation                                                      | 17 de novembro de 2017 | actualmente            | Netflix |
| My Little Pony: Equestria Girls – Better Together/Choose Your Own Ending | DHX Media Boulder Media Limited                                      | 17 de novembro de 2017 | actualmente            | YouTube |
| Chomp Squad                                                              | Huminah Huminah Animation                                            | 5 de janeiro de 2018   | 2 de junho de 2018     | YouTube |
| Série sem título Transformers: War for Cybertron Trilogy                 | Rooster Teeth Polygon Pictures Allspark Animation                    | 2020                   | ASA                    | Netflix |
| Série sem título Magic: The Gathering - Planeswalkers                    | Bardel Entertainment Wizards of the Coast Octopie Allspark Animation | ASA                    | ASA                    | Netflix |

### Live-action
| Título                            | Produtores                                                           | Estreia de temporada   | Final de temporada     | Canais      |
| --------------------------------- | -------------------------------------------------------------------- | ---------------------- | ---------------------- | ----------- |
| Family Game Night                 | Zoo Productions                                                      | 10 de outubro de 2010  | 26 de outubro de 2014  | The Hub     |
| Pictureka!                        | Linda Ellman Productions                                             | 11 de outubro de 2010  | 13 de janeiro de 2011  | The Hub     |
| Taylor Swift: Journey to Fearless | Big Machine/Shout! Factory                                           | 22 de outubro de 2010  | 24 de outubro de 2010  | The Hub     |
| Hubworld                          | Natural 9 Entertainment                                              | 5 de novembro de 2010  | 29 de outubro de 2011  | The Hub     |
| The Game of Life                  | Golder Productions/1/17 Productions                                  | 3 de setembro de 2011  | 22 de abril de 2012    | The Hub     |
| Scrabble Showdown                 | Rubicon Entertainment                                                | 3 de setembro de 2011  | 22 de abril de 2012    | The Hub     |
| Clue                              | Metzner Films                                                        | 14 de novembro de 2011 | 17 de novembro de 2011 | The Hub     |
| Monopoly Millionaires' Club       | Entertain The Brutes Scientific Games                                | 7 de fevereiro de 2015 | 30 de abril de 2018    | The Hub     |
| Power Rangers: Beast Morphers     | Toei Company, Ltd. Power Rangers Productions, Ltd. Allspark Pictures | 2 de março de 2019     | actualmente            | Nickelodeon |

### Filmes e especiais
| Título                                                        | Data de exibição        | Transmissão      | Notas                                |
| ------------------------------------------------------------- | ----------------------- | ---------------- | ------------------------------------ |
| My Little Pony: Equestria Girls                               | 16 de junho de 2013     | Cinema           | Filme                                |
| Transformers Prime Beast Hunters: Predacons Rising            | 4 de outubro de 2013    | Hub              | Filme                                |
| My Little Pony Equestria Girls: Rainbow Rocks                 | 14 de outubro de 2014   | Discovery Family | Filme                                |
| My Little Pony: Equestria Girls – Friendship Games            | 26 de setembro de 2016  | Discovery Family | Filme                                |
| My Little Pony: Equestria Girls – Legend of Everfree          | 1 de outubro de 2016    | Netflix          | Filme                                |
| My Little Pony: Equestria Girls – Forgotten Friendship        | 17 de fevereiro de 2018 | Discovery Family | Especial de 44 minutos               |
| Stretch Armstrong and the Flex Fighters: The Breakout         | 13 de março de 2018     | Netflix          | Episódio especial interativo         |
| My Little Pony: Equestria Girls – Rollercoaster of Friendship | 6 de julho de 2018      | Discovery Family | Especial de 44 minutos               |
| My Little Pony: Best Gift Ever                                | 27 de outubro de 2018   | Discovery Family | Especial-tema de natal de 44 minutos |
| My Little Pony: Equestria Girls – Spring Breakdown            | 30 de março de 2019     | Discovery Family | Especial de 44 minutos               |
| My Little Pony: Rainbow Roadtrip                              | 29 de junho de 2019     | Discovery Family | Especial de 60 minutos               |
| My Little Pony: Equestria Girls – Sunset's Backstage Pass     | 27 de julho de 2019     | Discovery Family | Especial de 44 minutos               |
| My Little Pony: Equestria Girls – Holidays Unwrapped          | 2 de novembro de 2019   | Discovery Family | Especial-tema de natal de 44 minutos |

## Unidades

### Allspark Pictures
Allspark Pictures, antigamente Hasbro Films, ou Hasbro Film Group, é uma unidade de desenvolvimento de filme dentro da Hasbro Studios, uma divisão da Hasbro encarregada de desenvolver filmes para propriedades da Hasbro.

#### Antecedentes
A Hasbro fez o filme animado de Transformers em 1980. Waddingtons, foi comprada mais tarde pelo Hasbro em 1994, A licenciadora americana de Clue, teve o filme Clue feito em 1985. A Hasbro já havia licenciado Transformers para a DreamWorks para um filme em live-action lançado em 2007. A franquia Transformers continuou com a Paramount Pictures, a distribuidora da aquisição da DreamWorks, com a adição da propriedade G.I. Joe.

#### História

##### Hasbro Films
A Hasbro e a Universal Pictures assinaram um acordo em fevereiro de 2008 para derivar e produzir quatro filmes de sete propriedades da Hasbro: Battleship, Candy Land, Clue, Magic: The Gathering, Monopoly, Ouija, e Stretch Armstrong. Hasbro pagaria por todos os custos de desenvolvimento para os filmes e a Universal deveria pagar $5 5 milhões por propriedades não transformadas em filmes. Em maio, Bennett Schneir foi contratado para levar a sua divisão de filmes enquanto a Hasbro também readquiria as séries animadas com base em suas propriedades da Sunbow Productions.
Em janeiro de 2012, todas as propriedades da Hasbro na Universal — excepto Battleship e Ouija — foram interrompidas, as que estavam em desenvolvimento. Enquanto a divisão de filmes da Hasbro continuou a ter um escritório no lote da Universal, a Hasbro foi capaz de levar as propriedades de acordo com a Universal para qualquer estúdio. Universal pagou uma taxa de milhões de dólares, em vez dos $5 milhões por propriedade afastando-se do acordo. Em 31 de janeiro de 2011, foi anunciado que Columbia Pictures, Happy Madison, e Adam Sandler estavam em negociações finais para desenvolver o filme de Candy Land. Em fevereiro, Stretch Armstrong foi ambientado pela Relativity Media. Em outubro, a Hasbro assinou uma co-produção de dois anos de contrato de três imagem que inclui uma disposição de primeira análise com Emmett/Furla para Monopoly, Action Man, e Hungry Hungry Hippos, em parceria com Envision Entertainment, Stepan Martisoyan e Remington Chase como os co-financiadores. Em dezembro, a Hasbro transferiu a divisão filmes na Hasbro Studios junto com sua outra divisão de curta-metragem.
Em outubro de 2013, a Relativity e a Hasbro tinham tirado o filme Stretch Armstrong de suas programações.
Em janeiro de 2014, a Hasbro anunciou um acordo de franquia com a 20th Century Fox para o filme Magic: The Gathering pela sua subsidiária Wizards of the Coast. Em outubro de 2014, o estúdio anunciou o novo acordo para o novo filme de auto-financiamento com a Allspark Pictures, Jem and the Holograms anunciado depois do filme de My Little Pony.

#### Filmes de longa-metragem
| Título                               | Produção feita por                                                                | Ano                    | Nota     |
| ------------------------------------ | --------------------------------------------------------------------------------- | ---------------------- | -------- |
| Transformers                         | DreamWorks Pictures Paramount Pictures                                            | 2007                   |          |
| Transformers: Revenge of the Fallen  | DreamWorks Pictures Paramount Pictures                                            | 2009                   |          |
| G.I. Joe: The Rise of Cobra          | Paramount Pictures                                                                | 2009                   |          |
| Transformers: Dark of the Moon       | Paramount Pictures                                                                | 2011                   |          |
| Battleship                           | Universal Pictures                                                                | 2012                   |          |
| G.I. Joe: Retaliation                | Paramount Pictures MGM Films                                                      | 2013                   |          |
| Transformers: Age of Extinction      | Paramount Pictures                                                                | 2014                   |          |
| Ouija                                | Universal Pictures Blumhouse Productions Platinum Dunes                           | 2014                   |          |
| Jem and the Holograms                | Universal Pictures Blumhouse Productions Scooter Braun Projects Allspark Pictures | 2015                   |          |
| Ouija: Origin of Evil                | Universal Pictures Blumhouse Productions Allspark Pictures Platinum Dunes         | 2016                   |          |
| Transformers: The Last Knight        | Paramount Pictures                                                                | 2017                   |          |
| My Little Pony: The Movie            | Allspark Pictures DHX Media Lionsgate (distribuição)                              | 2017                   | Animação |
| Bumblebee                            | Paramount Pictures                                                                | 2018                   | [ 53 ]   |
| Próximos filmes                      |                                                                                   |                        |          |
| Título                               | Produção feita por                                                                | Ano                    | Nota     |
| Snake Eyes                           | Allspark Pictures Paramount Pictures                                              | 16 de outubro de 2020  |          |
| Micronauts                           | Allspark Pictures Paramount Pictures                                              | 4 de junho de 2021     |          |
| Reboot Dungeons & Dragons sem título | Allspark Pictures Sweetpea Entertainment Paramount Pictures                       | 23 de julho de 2021    |          |
| Filme My Little Pony sem título      | Paramount Pictures Paramount Animation                                            | 19 de novembro de 2021 |          |
| Anunciado/Filmes em desenvolvimento  |                                                                                   |                        |          |
| Título                               | Produção feita por                                                                | Ano                    | Nota     |
| G.I. Joe: Ever Vigilant              | Paramount Pictures MGM Films di Bonaventura Pictures                              | por anunciar           |          |
| Candy Land                           | Happy Madison Columbia Pictures                                                   | por anunciar           |          |
| Beyblade                             | Paramount Pictures Disruption Entertainment d-rights Nelvana                      | por anunciar           | [ 59 ]   |
| Monopoly                             | Emmett/Furla Films Allspark Pictures Lionsgate                                    | por anunciar           |          |
| Hungry Hungry Hippos                 | Emmett/Furla Films                                                                | por anunciar           |          |
| Tonka                                | Columbia Pictures Happy Madison Sony Pictures Animation                           | por anunciar           |          |
| Magic: The Gathering                 | 20th Century Fox                                                                  | por anunciar           |          |
| Play-Doh                             | 20th Century Fox Chernin Entertainment Feigco                                     | por anunciar           | [ 61 ]   |
| Hacker Camp                          | por anunciar                                                                      | por anunciar           |          |
| Dungeons & Dragons                   | Allspark Pictures Sweetpea Entertainment Warner Bros. Pictures                    | por anunciar           |          |
| Action Man                           | Emmett/Furla Films                                                                | por anunciar           |          |
| Clue                                 | 20th Century Fox                                                                  | por anunciar           | [ 62 ]   |
| Furby                                | The Weinstein Company TWC-Dimension                                               | por anunciar           |          |

## Outros trabalhos da Hasbro

### Séries de televisão
- The Charmkins
- The Transformers
- Transformers: The Headmasters
- Transformers: Super-God Masterforce
- Transformers: Victory
- My Little Pony
- The Glo Friends
- Potato Head Kids
- MoonDreamers
- G.I. Joe: A Real American Hero (1985)
- Jem
- Inumanoides
- Visionaries: Knights of the Magical Light
- Dungeons & Dragons (1983)
- COPS
- G.I. Joe: A Real American Hero (1989)
- Maxie's World
- Challenge of the GoBots
- Pound Puppies (especial de 1985)
- Pound Puppies (série de 1986)
- Spiral Zone
- My Little Pony Tales
- Conan the Adventurer (adquirida)
- Sgt. Savage and his Screaming Eagles
- G.I. Joe Extreme
- Littlest Pet Shop (1995)
- Beast Wars: Transformers (em parceria com a DHX Media)
- Beast Machines
- The Mr. Potato Head Show
- G.I. Joe: Sigma 6
- Beyblade
- Beyblade: Metal Fusion
- Beyblade: Shogun Steel
- BeyWheelz
- BeyWarriors: BeyRaiderz
- Duel Masters
- Transformers: Robots in Disguise (2000) (em parceria com Saban Brands)
- Transformers: Armada (em parceria com Saban Brands)
- Transformers: Energon (em parceria com Saban Brands)
- Transformers: Cybertron (em parceria com Saban Brands)
- Transformers Animated
- G.I. Joe: Resolute

### Filmes de animação
- My Little Pony: The Movie
- My Little Pony: A Very Minty Christmas
- My Little Pony: The Princess Promenade
- My Little Pony Crystal Princess: The Runaway Rainbow
- My Little Pony: A Very Pony Place
- My Little Pony: Twinkle Wish Adventure
- The Transformers: The Movie
- G.I. Joe: The Movie
- G.I. Joe: Spy Troops
- G.I. Joe: Valor vs. Venom
- G.I. Joe: Ninja Battles
- Inhumanoids: The Movie
- Star Fairies
- GoBots: Battle of the Rock Lords
- Pound Puppies and the Legend of Big Paw
- Action Man: Robot Atak
- Action Man: X Missions – The Movie

### Filmes emlive-action
- Clue (1985)
- Dungeons & Dragons (2000)
- Dungeons & Dragons 2: Wrath of the Dragon God
- Dungeons & Dragons: The Book of Vile Darkness